# Буко (Па де Кале)
Буко (фр. Bouquehault) насеље је и општина у североисточној Француској у региону Север-Па д Кале, у департману Па де Кале која припада префектури Кале.
По подацима из 2011. године у општини је живело 703 становника, а густина насељености је износила 87,44 становника/km². Општина се простире на површини од 8,04 km². Налази се на средњој надморској висини од 58 метара (максималној 181 m, а минималној 44 m).

## Демографија
| 1962. | 1968. | 1975. | 1982. | 1990. | 1999. | 2011. |
| ----- | ----- | ----- | ----- | ----- | ----- | ----- |
| 452   | 480   | 450   | 488   | 529   | 567   | 703   |

График промене броја становника у току последњих година